# Euchromia fraterna
Euchromia fraterna är en fjärilsart som beskrevs av Butler 1876. Euchromia fraterna ingår i släktet Euchromia och familjen björnspinnare. Inga underarter finns listade i Catalogue of Life.